# Per G. Nyman
Per Göran Nyman (Växjö, 3 mei 1974) is een Zweedse golfprofessional, niet te verwarren met zijn landgenoot, golfprofessional Per Nyman.
Per Nyman speelt vooral op de European Challenge Tour. Zijn eerste overwinning kwam in 1999, toen hij op de Söderåsens Golf Club in Zweden het NCC Open won na een play-off tegen Thomas Nörret en Klas Eriksson. In 2005 won hij in Rotterdam met één slag voorsprong op Kyron Sullivan en Craig Williams. Beste Belg was Didier De Vooght (22ste), beste Nederlander Alain Ruiz Fonhof (33ste).

## Overwinningen
| Jaar | Toernooi                     | Tour           |
| ---- | ---------------------------- | -------------- |
| 1999 | NCC Open                     | Challenge Tour |
| 2005 | Rotterdam International Open | Challenge Tour |
| 2005 | Willis Open                  | Scanplan Tour  |
| 2006 | Scanplan Tour finale         | Scanplan Tour  |